# معماری تمدن‌های اژه‌ای

## مقدمه
اگراز کنار دلتای نیل به سوی شمال دریای مدیترانه پیش برویم ، نخستین نقطه‌ای از خاک اروپا که در برابر دیدگانمان ظاهر می‌شود ، گوشه شرقی جزیرهٔ کرت است. پیش از آن نوبت به گروه پراکنده‌ای از جزایر کوچک موسوم به سیکلاد (کوکلادس) می رسد، که چون دایره‌ای در میان دریای اژه گرد هم قرار گرفته‌اند. در ادامه اندکی بالاتر از آن سرزمین اصلی یونان واقع است که در سمت شرقی دریای اژه ، کنارهٔ سرزمین آسیای صغیر (ترکیه) را در مقابل خود دارد. در نظر باستان شناسان واژهٔ «اژه‌ای» نه فقط اصطلاحی جغرافیایی است، بلکه بر عموم تمدن‌هایی که طی هزارهٔ سوم و دوم پیش از میلاد که پیش از پیدایش تمدن خاص یونانی، در آن پدید آمده‌اند گفته می‌شود. این تمدن سه‌گانه که در عین ارتباط و خویشاوندی نزدیک از یکدیگر متمایز بوده‌اند، عبارتند از: تمدن کرتی که به پیرو از نام پادشاه معروفش مینوس، تمدن «مینوسی» خوانده شده‌است، و تمدن جزایر کوچک واقع در شمال کرت یا تمدن سیکلادی و تمدن اصلی سرزمین یونان یا تمدن «هلاسی». هر یک از آن‌ها به ترتیب به سه دوره ،پیشین (کهن) و میانه و پسین (جدید) تقسیم شده و بزرگترین پیشرفت‌های هنری آنان متعلق به انتهای دورهٔ میانه و سراسر دوره پسین (جدید) بوده‌است.

## معماری

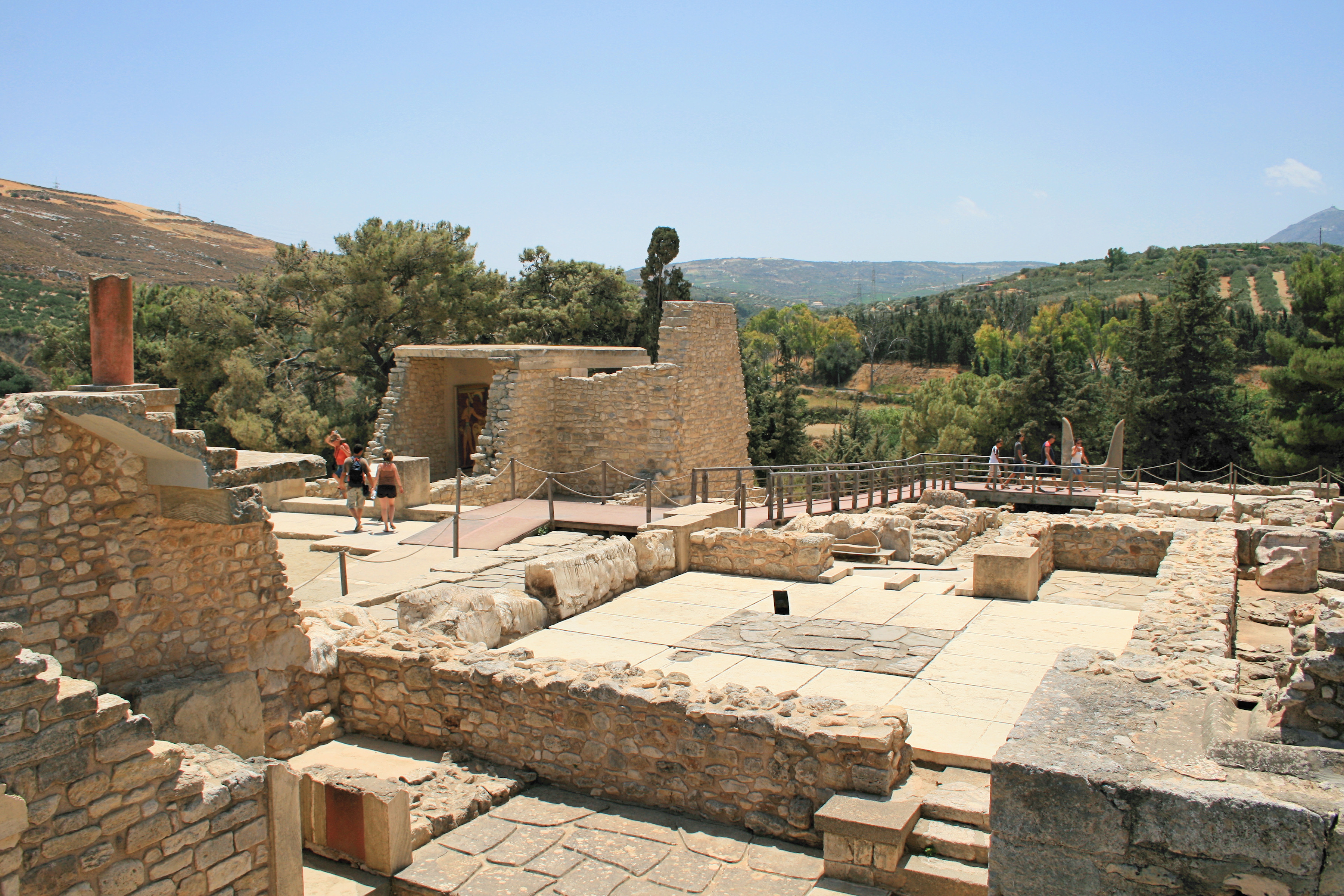
نمایی از کاخ کنوسوس

معماری اژه‌ای به دو قسمت اصلی تقسیم می‌شود:
- الف)معماری مینوسی : تمدن مینوس غنی‌ترین و شگفت انگیزترین تمدن دنیای اژه‌ای شناخته شده‌است. چیزی که این تمدن را نه تنها از مصر و خاور میانه ، و همچنین از تمدن باستانی سرزمین یونان مجزا می دارد، فقدان دوام و پیوستگی آن است.در بررسی‌های عمده‌ای که از هنر مینوسی بدست آمده‌است به هیچ وجه نمی‌توانیم سخن از رویش یا سیر تکاملی به میان بیاوریم زیرا آن آثار چنان به‌طور ناگهانی ظاهر شده و از میان رفته اند، که ناچار باید اذعان نمود که عواملی خارجی در تعیین سرنوشتشان دست به کار بوده‌است.[۱]
- معماری مینوسی شامل سه دورهٔ مینوسی کهن، مینوسی میانه ،مینوسی پسین(جدید)

دوره مینوسی کهن : دوره مینوسی کهن(پیشین) را که به دوره پیش از کاخها معروف است، عمدتاً با مقداری سفالینه و تکه‌های پراکندهٔ چند پیکره می شناسیم. از جمله می‌توان به سفالینه‌های بسیار سخت با تنه بزرگ موخلوس و ظروف گلی دست‌ساز اشاره کرد. برجسته‌ترین و جالبترین آفریده‌های هنر اژه‌ای در عصر مینوسی پیشین ، مقدار بسیار زیادی پیکره‌های کوچک اندام مرمرین از جزایر سیکلاد است. و در این مدت که از حدود هزاره سوم تا اوایل هزاره دوم ق.م درست در مدت هشت قرن از دوران اولیهٔ (پیشین) تمدن مینوسی ساکنان جزیره کرت قدمی فراتر از مرحلهٔ زندگی ده نشینی عصر نوسنگی فراتر ننهاده بودند. هرچند از طریق دریا داد و ستد و ارتباطی با مصریان یافته بودند.
دوره مینوسی میانه : این زمان با ویژگی تأسیس کاخهای کهن در حدود سال 2000 ق.م از دورهٔ پیشین متمایز می‌شود. ساختمان‌سازی در کرت نه بر مقابر و معابد تکیه می‌کرد و نه بر دژها، بلکه به کاخهای ویژهٔ پادشاهانش تکیه داشت و شهرهای سلطنتی نیز ، گرداگرد همین کاخها ساخته می شدند. احتمال دارد که این کاخها پس از حدود سه قرن یهنی در سال 1700 ق.م در اثر زلزله‌های مکرری که در این بخش از منطقه مدیترانه واقع شده، نابود شده باشند.
عدم وجود استحکامات در جزیرهٔ کرت، نیز مشهود است زیرا نقاط استحکامات بندی شده در تمام عرصه‌های جغرافیایی هنر هلاسی و سیکلادی به چشم میخورد. این امر یا دلیل بر قدرت نیروهای دریایی کرت یا صلح پایدار در جزیره، یا هر دوی اینهاست.
دوره مینوسی پسین : هنر دورهٔ جدید ، با بازسازی کاخها آغاز می‌شود، یعنی در فاصله زمانی سالهای 1600 تا 1500 ق.م آغاز شد و عصر طلایی نمدن کرت نخستین تمدن بزرگ مغرب زمین راپدید آورد. این کاخهای نوینمنبع اصلی دانش ما دربارهٔ معماری مینوسی شمرده می‌شود. مدارک مربوط به عصر بی‌مانند خلافیت و فعالیت‌های زودرس هنری- به همین دوره مربوط می‌شود که سال 1400ق.م پایان آن است.
- ب)معماری میسنی : بازمانده فرهنگ میسنی در هم شکسته تر از آن است که همچون خرابه‌های کرت با شعر هومر، تصویر روشنی از دنیای باستان به ما بدهد.[۶] سرچشمه‌های فرهنگ میسنی همانند پایان فرهنگ مینوسی همچنان مورد بحث است. احتمال دارد که یونانیان اولیه،تقریباً هم‌زمان با ساخته شدن کاخهای کهن در کرت در سرزمین اصلی یونان، به آنجا کوچ کرده باشند. که این کوچ با آغاز هزاره دوم پیش از میلاد مقارن است و بدون تردید حتی در آن زمان یونانیان از فرهنگ کرت متاثر بودند و عده‌ای معتقدند که سرزمین اصلی یونان تا مدتی مستعمره مینوسیها بوده‌است. اوج قدرت و اقتدار میسنی‌ها با دورهٔ کاخهای جدید در کرت هم‌زمان است ، ولی هجومهای اقوام دوری که سرانجام به نابودی میسنی‌ها انجامید، باعث گردید میسنی‌ها بر خلاف کرتیها، پیدایش معماری دژ سازانه را به یک ضرورت مبدل نمایند. تقریباً در 1200 ق.م ارگهای مستحکم سرزمین اصلی یونان به دست مهاجمان نابود شدند.

با آنکه به نظر می رسد میسن مرکز فرهنگی سرزمین یونان بوده باشد، بقایای کاخهای بزرگ دیگری در «وافیو»، «پولوس»، «اورخومنوس»، «آرن»، «ایولکوس» کشف شده‌است. اما سالم‌ترین و گیراترین بقایای معماری میسنی آثاری هستند که از کاخهای مستحکم «تیرونزو» میسن بدست آمده‌است، این دو کاخ در آغاز دورهٔ میسنی پسین در حدود 1400 ق.م ساخته شدند و در فاصلهٔ سالهای 1250 ا 1200 ق.م نابود گردیدند.